# Klaus Wirth
Klaus Wirth (* 2. Juli 1935) ist ein deutscher Unternehmer und Manager. Er ist Geschäftsführer und Miteigentümer des Münchberger Versandhandelsunternehmens Atelier Goldner Schnitt.
Wirth wurde als Sohn des Firmengründers Heinrich Wirth geboren. Nachdem er 1960 die Universität München als Diplomkaufmann verlassen hatte, trat er 1961 in das elterliche Unternehmen ein. 1975 wurde er Komplementär und alleiniger Gesellschafter der Firma. Unter seiner Leitung entwickelte sich das Haus zum führenden Versandhaus von Mode für Damen ab 50 Jahren. Der jährliche Umsatz lag 2004 bei 156 Millionen Euro, deutschlandweit waren knapp 600 Mitarbeiter beschäftigt. Im Februar 1999 ging Wirth eine Partnerschaft mit dem Versandhaus Quelle ein. Die gemeinsam gegründete Holding TriStyle übernahm 51 Prozent der Firmenanteile und Wirth wurde deren Geschäftsführer. Aus dieser Position zog er sich zum 31. Dezember 2001 altersbedingt zurück. 2015 übernahm das Private-Equity-Unternehmen Equistone die Mehrheit an Tristyle, das Management die anderen Anteile.
Neben seiner unternehmerischen Tätigkeit gehörte Wirth von 1976 bis 2004 dem Präsidium des Bundesverbandes des Deutschen Versandhandels (bvh) an. 14 Jahre lang von 1988 bis 2002 fungierte er als dessen Präsident. 2002 erhielt er das Bundesverdienstkreuz erster Klasse.
Für seine unternehmerischen Leistungen und sein langjähriges Engagement als Verbandspräsident wurde Wirth 2004 mit dem Life Time Award des bvh ausgezeichnet. Am 5. Juli 2006 erhielt er aus der Hand des bayerischen Ministerpräsidenten Edmund Stoiber den Bayerischen Verdienstorden.